# Fetico
Fetico (anteriorment conegut com a Federació de Treballadors Independents del Comerç) és un sindicat espanyol. Va ser fundada en els anys 70 amb la fusió de diferents sindicats de comerços, constituint-se de manera independent del sector comercial dels  treballadors. A data de juliol de 2024 compta amb 80.467 afiliats a Espanya, dels quals 7.113 són delegats. Té presència de delegats a 468 empreses.

## Història
Durant la transició democràtica es va generar un punt d'inflexió a Espanya a diferents nivells socials i polítics. Acollint-se a la Llei d'associació sindical que va aparèixer el 1977 van sorgir centenars de nous sindicats; Fetico va néixer sota la protecció d'aquesta Llei d'Associació sindical l'any 1978.
Els orígens del sindicat provenen del món del comerç i de la fusió de diferents sindicats que existien en aquell moment relacionats amb el gran consum. El 26 de desembre de 1978 es va signar l'acta de constitució del que seria la Federació de Treballadors Independents de Comerç (Fetico), que comptava amb la presència de l'Organització de Treballadors Independents de SIMAGO, Unió de Treballadors de Galeprix (UTIG), Organització de Treballadors Independents d'El Corte Inglés (OTICI) i l'Organització de Treballadors Independents d'Hipermercats i Grans Magatzems (OTIGHA).
El 27 de desembre de 1978 va quedar registrada l'acta de constitució i els estatuts de l'organització professional denominada "Federació de Treballadors Independents del Comerç". El dia 28 de desembre del mateix any Fetico va començar la seva activitat.
L'any 1983 el sindicat disposava de 5 seus i 1549 afiliats, posteriorment en 1987 es va convertir en majoria en el sector de grans magatzems, des d'aquest moment ha anat augmentant la representativitat.

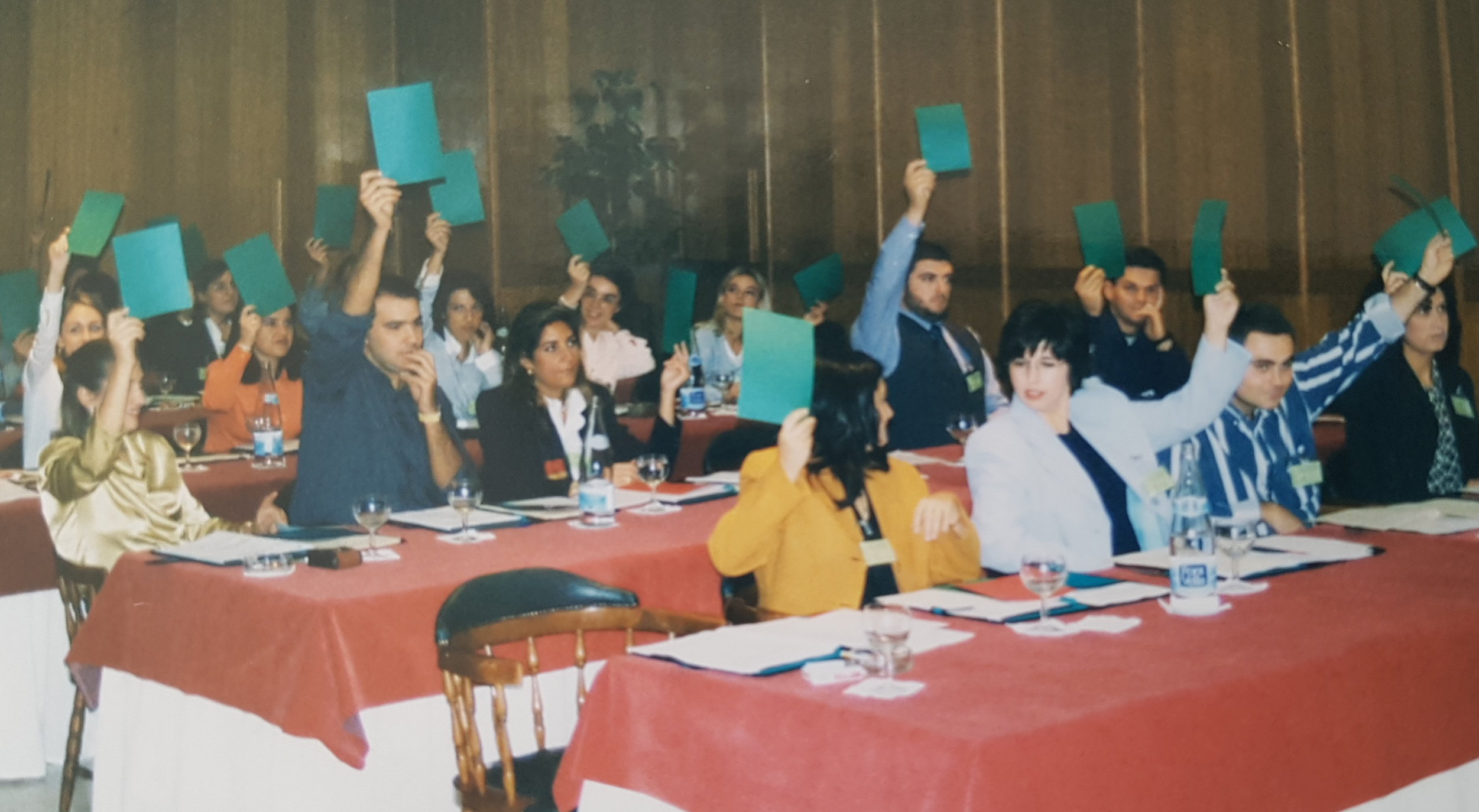
Congrés Constituent de Fetico en els anys 90

A principi dels anys 90, Fetico comptava amb 13 seus a Espanya i 13.369 afiliats. En aquesta dècada, el sindicat va crear l'Estatut de Treballadors Independents de Cenesa, entrant així en el sector de l'hostaleria. L'any 1998 Fetico havia aconseguit representació en empreses com Cenesa, SIGLA, Continent o Jumbo, això es va veure reflectit en l'augment de delegats que va ascendir de 175 a 1.528 en poc temps, així com d'afiliats ja que en aquest any van passar a ser 28.477 les persones que es trobaven afiliades al sindicat.
En els primers anys del segle XIX, el sindicat ha seguit augmentant la seva presència.

## Acusacions de ser un sindicat groc
Les acusacions de ser un sindicat groc (pro-empresa) es nodreixen de diverses sentències judicials que acrediten una afinitat per part d'El Corte Inglés cap a FETICO. El Tribunal Constitucional va dictaminar el 1998 un tracte de favor “en matèria salarial i professional” per part d'El Corte Inglés als representants sindicals de FETICO i FASGA (Federació d'Associacions Sindicals de Grans Magatzems) davant dels d'UGT i CCOO, constitutiu de discriminació sindical i contrari a la llibertat sindical.
També es denuncia que utilitza estratagemes per invalidar candidatures rivals com va passar a l'IKEA de Arroyo de la Encomienda (Valladolid). A la botiga sueca, un treballador afiliat a FETICO es va presentar a la llista electoral de CCOO el 2016 i va renunciar un dia abans de la proclamació provisional sense que la mesa electoral ni el candidat haguessin avisat CCOO, cosa que va suposar la invalidació de l'única candidatura rival de FETICO.